# 二上丘陵
二上丘陵（ふたがみきゅうりょう）は、富山県高岡市と氷見市の間にまたがる丘陵。宝達丘陵から分岐する尾根のうち、海老坂断層の構造線である海老坂谷より東側にある丘陵のことを指す。なお、海老坂断層より西側の丘陵を西山丘陵と言う。最高峰は二上山（274m）。

## 地理
宝達丘陵から分岐する尾根で、西山丘陵を通り、岩崎鼻を丘陵の末端として富山湾に落ち込んでいる。
海老坂断層による構造線の谷によって丘陵は二分されており、谷の東側（二上丘陵）は二上山（274m）や城山（258.9m）など高い山が多い一方で、西側（西山丘陵の東部）はあまり高い山が無い。
植生は主にコナラ中心の二次林であるが、特異なものでは二上山の山頂近くで、低地型ブナ林がみられる。
落葉樹が多いため、秋には一面の紅葉がみられる。

### 主な山
- 鉢伏山 (179.2m)
- 二上山 (274m)
- 大師ヶ岳 (253.6m)
- 城山 (258.9m)
- 摩頂山 (254m)

### 峠
- 海老坂峠 (51m)

### 源流の川
- 泉川